# کاتنا مدیا
کاتنا مدیا (انگلیسی: Catena Media) شرکت تبلیغات سوئدی است، که در سال ۲۰۱۲ تأسیس شد.